# Riley McGree
Riley Patrick McGree (Gawler, 2 november 1998) is een Australische voetballer die doorgaans als middenvelder speelt. Hij verruilde Charlotte FC in januari 2022 voor Middlesbrough. McGree debuteerde in 2021 in het Australisch voetbalelftal..

## Clubcarrière
McGree werd geboren in Gawler, Zuid-Australië, en speelde jeugdvoetbal voor Gawler, de FFSA NTC en Adelaide United. Bij laatstgenoemde club begon ook zijn profcarrière. Hij debuteerde op 19 maart 2016 in de Australische A-League, tegen Western Sydney Wanderers. Dat was zijn enige wedstrijd dat seizoen, maar in 2016/17 groeide hij uit tot basisspeler. McGree verruilde Adelaide in juli 2017 voor Club Brugge. Hier kwam hij nooit aan spelen toe. De Belgische club verhuurde hem daarop in januari 2018 voor een halfjaar aan Newcastle United Jets en in juli 2018 voor een jaar aan Melbourne City. Hij keerde in juli 2019 definitief terug naar Australië, waar hij weer ging spelen voor Adelaide United.
McGree probeerde het in oktober 2020 opnieuw in een ander land. Deze keer tekende hij bij Charlotte FC, dat hem meteen voor dertien maanden verhuurde aan Birmingham City. Hier kwam hij mondjesmaat aan spelen toe, in de Championship. Competitiegenoot Middlesbrough lijfde hem in januari 2022 permanent in. McGree groeide hier in 2022/23 uit tot basisspeler en speelde dat seizoen 43 van de 46 speelronden in de Championship, waarvan 35 vanaf de aftrap. Zijn ploeggenoten en hij bereikten hierbij de play-offs om promotie naar de Premier League. Daarin verloren verloren ze van Coventry City.

## Clubstatistieken
| Seizoen | Club                    | Land               | Competitie    | Competitie | Competitie | Beker | Beker | Internationaal | Internationaal | Totaal | Totaal |
| Seizoen | Club                    | Land               | Competitie    | Wed.       | Dlp.       | Wed.  | Dlp.  | Wed.           | Dlp.           | Wed.   | Dlp.   |
| ------- | ----------------------- | ------------------ | ------------- | ---------- | ---------- | ----- | ----- | -------------- | -------------- | ------ | ------ |
| 2015/16 | Adelaide United         | Vlag van Australië | A-League      | 1          | 0          | 0     | 0     | 0              | 0              | 1      | 0      |
| 2016/17 | Adelaide United         | Vlag van Australië | A-League      | 16         | 1          | 0     | 0     | 5              | 1              | 21     | 2      |
| 2017/18 | Club Brugge             | Vlag van België    | Eerste klasse | 0          | 0          | 0     | 0     | 0              | 0              | 0      | 0      |
| 2017/18 | → Newcastle United Jets | Vlag van Australië | A-League      | 12         | 5          | 0     | 0     | 0              | 0              | 12     | 5      |
| 2018/19 | → Melbourne City        | Vlag van Australië | A-League      | 27         | 7          | 3     | 1     | 0              | 0              | 30     | 8      |
| 2019/20 | Adelaide United         | Vlag van Australië | A-League      | 0          | 0          | 0     | 0     | 0              | 0              | 0      | 0      |
| Totaal  | Totaal                  | Totaal             | Totaal        | 56         | 13         | 3     | 1     | 5              | 1              | 64     | 15     |

## Interlandcarrière
McGree maakte deel uit van verschillende Australische nationale jeugdselecties en nam met het olympisch team deel aan de Olympische Zomerspelen 2020. Hij debuteerde op 3 juni 2021 in het Australisch voetbalelftal. Bondscoach Graham Arnold liet hem toen vlak voor tijd invallen tijdens een WK-kwalificatiewedstrijd tegen Koeweit. McGree behoorde vanaf dat moment regelmatig tot de nationale selectie en mocht ook mee naar het WK 2022. Hij was tijdens dit toernooi in alle vier de wedstrijden van Australië basisspeler.

## Erelijst
| Kampioen A-League | 1x | 2015/16 |
| Australia Cup     | 1x | 2019    |